# Птушкин, Антон Юрьевич
Анто́н Ю́рьевич Пту́шкин (укр. Антон Юрійович Птушкін; род. 22 мая 1984, Ворошиловград) — украинский радио- и телеведущий, диджей и видеоблогер. Заслуженный журналист Украины (2020).

## Биография
Родился 22 мая 1984 года в Ворошиловграде (впоследствии переименован в Луганск), Украинской ССР. Окончил Восточноукраинский национальный университет имени Владимира Даля по специальности «социология». После окончания работал диджеем и художественным директором в ночном клубе.
В 2012 году переехал в Киев, где начал работать на радио. Является создателем и бывшим программным директором украинской радиостанции Lounge FM и «Радио Пятница» (Super Radio). Также занимался разработкой и организацией сити-квестов (идею их проведения он почерпнул из аналогичных соревнований, проводившихся в лагерях Сохнут) — по его словам, квесты приносили ему удовольствие, поскольку позволяли перевоплощаться, играть разные роли, как в театре, однажды он даже сыграл роль бомжа в одном из небольших городов Луганской области так натурально, что был атакован настоящим бомжом в споре за территорию кормления и подношения от граждан. 10 лет работал в качестве ведущего мероприятий. Регулярно выступает как диджей.
В 2017 году стал ведущим нового сезона шоу путешествий «Орёл и решка» вместе с Анастасией Ивлеевой. По его собственным словам, пробы на проект удалось пройти с первого раза. Пара провела вместе 65 выпусков и неполных три сезона «Перезагрузки». В июле 2018 года Антон Птушкин объявил о своем уходе из «Орла и решки». Точной причины ухода не назвал ни он, ни руководство TeenSpirit Studio. Его заменил Евсей Ковалёв.
После ухода продолжил снимать видеоролики о путешествиях для своего канала на YouTube. В 2020 году основал компанию ООО «Всё сам», основной деятельностью которой является производство кинофильмов, видеофильмов и телевизионных программ. По утверждению Антона, он всем занимается самостоятельно, не прибегая к помощи операторов, видеомонтажёров и сценаристов. По состоянию на 10 марта 2024 года, на YouTube-канал Антона Птушкина подписано 5,54 миллиона человек.
В марте 2024 года документальный фильм Антона Птушкина «Мы, наши любимцы и война» открыл 12-й кинофестиваль Doc Kyiv Fest. В широкий прокат фильм вышел 4 апреля того же года. «Мы, наши любимцы и война» стал режиссёрским дебютом Птушкина.

## Награды и премии
7 декабря 2019 года на Церемонии вручения призов в области веб-индустрии в номинации «Онлайн тревел-шоу года» победил Антон Птушкин. Другими номинантами были Илья Варламов, Михаил Ширвиндт, шоу «ПРОехали» от YouTube-канала Life, Леонид Пашковский и его шоу «Хочу домой». Во время проведения церемонии Антон находился на острове Бали, поэтому он не смог её посетить. Награду Антона взяла Мария Миногарова, которая позже передала её Антону, а Антон в свою очередь в заранее записанном видео поблагодарил проголосовавших за него людей и ресурс The Digital Reporter за номинацию.
21 августа 2020 года президент Украины Владимир Зеленский по случаю Дня Независимости Украины присвоил Антону Птушкину звание «Заслуженный журналист Украины».

## Общественная позиция
До 2022 года в видеороликах и интервью Антон Птушкин обычно избегал политических тем и особо не комментировал аннексию Крыма и военный конфликт на востоке Украины. Однако после начала российского вторжения на Украину в 2022 году выпустил ролик на YouTube, в котором осудил вторжение и призвал поддерживающих российскую политику зрителей отписаться от него, а также заявил, что этот ролик, возможно, будет его последним. В своем видео Антон также призывал россиян не молчать, и для сравнения читать информацию из мировых СМИ, которые кардинально отличаются от российской пропаганды. Когда Россия начала войну на Донбассе, Антон был вынужден переехать в Киев и следом перевез с собой маму.
По информации издания Baza с 16 апреля 2022 года Птушкину запрещён въезд в Россию на 50 лет — до 2072 года. Это связано с его критикой вторжения России на Украину. Комментируя запрет в своём Twitter-аккаунте, Антон пошутил, что теперь он не сможет сделать выпуск про Поволжье.